# Miltonia clowesii
Miltonia clowesii é uma espécie de orquídea terrestre pertencente à familia das Orquidáceas.  As plantas são encontradas nos estados brasileiros de Minas Gerais, Rio de Janeiro e Espírito Santo, no solo e nas árvores dos bosques das regiões de montanha em altitudes que variam de 300 a 1000 metros.

## Descrição
A espécie tem inflorescências que normalmente variam de 6 a 8 flores, estas são de 8 cm de diámetro com as pétalas e sépalas de cor amarelo-amarronzado escuro com manchas marrons, e o labelo de cor branca com marcas de cor rosa em sua base ou quase totalmente roseado.

## Híbridos
Três híbridos naturais foram descritos:
- Miltonia x bluntii (x Miltonia spectabilis),
- Miltonia x Castanea (x Miltonia regnellii) y
- Miltonia x lamarckiana (Miltonia x candida).

## Cultivo
Crescem em condições intermediárias com luz moderada durante o verão e alta luminosidade durante o inverno. Durante o período de vegetação, a alta umidade é essencial para o êxito do cultivo. Os vasos não devem ficar completamente secos e tem que ter drenagem suficiente para evitar o apodrecimento da raiz. Deve borrifar as plantas com frequencia, se possível pela manhã, para imitar o nevoeiro do seu habitat natural.

## Nome comum
- Inglês:  Clowes' Miltonia

## Sinônimos
- Odontoglossum clowesii Lindl. (1839) (Basionymum)
- Brassia clowesii (Lindl.) Lindl. (1844)
- Oncidium clowesii (Lindl.) Rchb.f.  (1863)
- Miltonia clowesii var. lamarcheana E. Morren (1876)